# Yehudah Hanasí
El Rabino Yehudah HaNasí (Judá I el Príncipe), (en hebreo: יהודה הנשיא‎, Yehudah HaNasí) (135/219 d. C.) fue el editor de la Mishná en su forma final. Se refieren a él como: Príncipe y Maestro por excelencia, y como: Rabeinu HaKadosh, "Nuestro Santo Rabino". Yehuda era el hijo del Rabino Shimon ben Gamaliel II, y nació 80 años después de la destrucción del Segundo Templo de Jerusalén. Al momento de su nacimiento, un edicto había prohibido la práctica del Brit Milá, la circuncisión. Sin embargo, su madre estaba en buenos términos con la esposa del gobernador romano, por lo que pudieron practicarla como una concesión especial. 

## Historia
De niño, estudió bajo la tutela de su padre, en Usha, y más tarde bajo el cuidado del Rabino Yehuda ben Ilai de Usha y el Rabino Yaakov ben Kurshai. Más tarde, estudió con el Rabino Shimon Bar Yojai en Tekoa, y con el Rabino Yosi Ben Chalafta y el Rabino Elazar ben Shamua. Todos los maestros que le transmitieron la tradición de las halajot, las leyes judías, de la época de la Gran Asamblea (Anshei Knesset HaGuedolah), hasta el Rabino Akiva ben Iosef.
Estableció su primera academia de Torá en Shafaram, y más tarde se trasladó a Beit Shearim, donde permaneció durante muchos años. Su salud fue precaria, sufrió de dolor en los dientes, afecciones en los ojos y, finalmente, en sus intestinos. Cuando sus debilidades se hicieron más severas, fue aconsejado por sus médicos que fuera a Séforis, una ciudad construida sobre la cima de una montaña, donde el aire era fresco y saludable.
Sus alumnos fueron el Rabino Jiya Abba Aricha (conocido como el "Rav"), el Rabino Bar Jana y el Rabino Yarchinai Shmuel, un estudiante muy estimado, que también sirvió como su médico personal. Se le atribuye haber dicho "he aprendido mucho de mis maestros, he aprendido más de mis colegas, ¡pero sobre todo he aprendido de mis alumnos!"
Como Nasí, su riqueza era comparable a la de los gobernantes romanos, y destinó gran parte de ella a auxiliar a los menos favorecidos. Se dijo de él: "Desde los días de Moshé Rabeinu hasta Rabeinu HaKadosh, nunca se encontró un gran conocimiento de la Torá junto con una gran riqueza."

## Enseñanzas
Para entender mejor la perspectiva del Rabino Judá HaNasí y su vida, podemos recurrir a sus dichos en el tratado talmúdico de Pirkei Avot. En Avot (2:1), encontramos, entre otras advertencias sabias, lo siguiente: Calcular la recompensa eterna para una mitzvá en contra de la pérdida temporal que esta pudiera causar, y el costo eterno de un pecado contra el beneficio momentáneo que pueda traer. El Rabino dijo: "Tengan en cuenta tres aspectos de lo que está por encima de ustedes, y así evitarán el pecado." Los tres aspectos son los siguientes:
1) Las obras del hombre se observan. 
2) Sus palabras son escuchadas. 
3) El ser humano no puede escapar de las consecuencias de su comportamiento, porque todo lo que hace o dice está indeleblemente grabado.

## Redacción de la Mishná
El Gran Rabino Yehuda HaNasí, El Príncipe, redactó la Mishná para evitar la pérdida de la tradición oral judía, el conocimiento del pueblo judío, debido a sus continuas persecuciones. La obra fue organizada en seis libros (sedarim): 
1. Séder Zeraim - Este orden trata sobre las leyes agrícolas y las costumbres del pueblo judío, mientras este resida en la Tierra de Israel (Eretz Israel).
2. Séder Moed - Este orden trata sobre las leyes relativas a las fiestas del pueblo judío durante la época del Templo de Jerusalén.
3. Séder Nashim - Estas son las leyes concernientes a la vida de la familia que son observadas por el pueblo de Israel (Am Israel).
4. Séder Nezikín - Estas son las leyes relativas a las relaciones entre las personas que forman parte del pueblo judío, y tratan sobre los negocios, los daños y perjuicios, etcétera.
5. Séder Kodashim - Estas son las leyes relativas a los sacrificios de animales, a la cashrut y a las prohibiciones alimentarias del pueblo judío.
6. Séder Tohorot - Estas son las leyes relacionadas con la pureza familiar, que han sido practicadas por el pueblo judío, a través de la historia.

## Defunción
El Rabino Yehuda HaNasí, murió a la edad de 70 años, habiendo servido como Nasí (Príncipe) durante más de 30 años. Cuando el rabino murió, el judío Shimon Bar Kappara dijo, "Los ángeles y los humanos lucharon por el Arca Santa. Los ángeles vencieron a los seres humanos, ¡y el Arca Santa ha sido capturada!".